# 금낭화로
금낭화로(Geumnanghwa-ro, 錦囊花路)는 서울특별시 강서구 방화동에 있는 도로이자 서울특별시도로, 총 연장은 2.944 km이다.

## 유래
도로의 명칭이 유래된 것은 보다 친근감이 있는 도로명을 위해 꽃의 이름인 금낭화를 부여한 것에서 드러났다.

## 역사
- 도로명 고시 이전 : 금낭화길로 명명
- 2010년 6월 30일 : 도로명으로 금낭화로를 고시

## 주요 경유지
- 강서구
  - 방화2동 - 방화1동 - 방화3동

## 접촉하는 도로
- 방화동로
- 초원로
- 양천로

## 주요 건물 및 시설
- 혜경빌딩 (금낭화로 1/방화동 606-111)
- 부자빌딩 (금낭화로 5/방화동 606-15)
- 바른세상병원 (금낭화로 9/방화동 606-36)
- 청성아파트 (금낭화로 12/방화동 877)
- 호암빌딩 (금낭화로 20/방화동 598-144)
- 달성빌딩 (금낭화로 29/방화동 597-25)
- 삼광빌딩 (금낭화로 31/방화동 597-31)
- 통일아파트 101동 (금낭화로 32/방화동 597-38)
- 통일아파트 102동 (금낭화로 36-4/방화동 597-24)
- 마곡 우촌아파트 (금낭화로 36-58/방화동 907)
- 봄날실버센터 (금낭화로 39/방화동 592-23)
- 우리빌딩 (금낭화로 40/방화동 597-10)
- 영보빌딩 (금낭화로 45/방화동 594-18)
- 에이블 (금낭화로 48/방화동 595-5)
- 우영채움빌 (금낭화로 50/방화동 594-5)
- 세성빌딩 (금낭화로 52/방화동 594-1)
- 스피드빌딩 (금낭화로 55/방화동 593-4)
- 이화빌딩 (금낭화로 56/방화동 593-101)
- 방화빌딩 (금낭화로 58/방화동 564-108)
- 블루힐 마곡 (금낭화로 59/방화동 564-25)
- 서우빌딩 (금낭화로 60/방화동 564-95)
- 용성빌딩 (금낭화로 63/방화동 564-71)
- 평화빌딩 (금낭화로 69/방화동 563-40)
- 유맥스빌딩 (금낭화로 71/방화동 563-50)
- 영지빌딩 (금낭화로 73/방화동 563-63)
- 청성넥스빌아파트 (금낭화로 100/방화동 866)
- 칠성연립 (금낭화로 101/방화동 453-12)
- 강서농협 (금낭화로 127/방화동 829-3)
- 하이포트 (금낭화로 128/방화동 830-2)
- 방화역 5호선 (금낭화로 지하 132/방화동 829-15)
- 금강프라자빌딩 (금낭화로 135/방화동 829-4)
- 에어뷰21-2오피스텔 (금낭화로 136/방화동 830-1)
- 한국장애인기업협회강서지회 (금낭화로 141/방화동 829-9)
- 에어뷰21-1오피스텔 (금낭화로 145/방화동 829-9)
- 오피앙 (금낭화로 146/방화동 830)
- 국립국어원 (금낭화로 154/방화동 827)
- 방화메이빌아파트 (금낭화로 162/방화동 902)
- 방화8단지개화아파트 (금낭화로 167/방화동 819)
- 김포교통 (금낭화로 170/방화동 820)
- 삼정중학교 (금낭화로 210/방화동 856)
- 서울삼정초등학교 (금낭화로 222/방화동 798)
- 큰나무교회 (금낭화로 232/방화동 800)
- 국제청소년센터 (금낭화로 234/방화동 801)
- 개화사 (금낭화로 248/방화동 803)
- 방화10단지진로아파트 (금낭화로 258/방화동 804)
- 영신교회 (금낭화로 264/방화동 805)
- 방원중학교 (금낭화로 268/방화동 808)
- 강서농협하나로마트 (금낭화로 287-10/방화동 829-2)
- 방화5단지아파트 (금낭화로 287-19/방화동 814)

## 철도 연계역
- ● 수도권 전철 5호선 : 방화역

## 특이 사항
방화역에서 북서쪽으로 올라간 뒤 국립국어원을 거쳐 아파트, 공원, 학교 밀집 지역을 따라 역P자 형태의 선형을 이루는 구간이 북쪽에 치우쳐져 있는 구조를 가지고 있다.